# Alexander I av Ryssland
Alexander I, (ryska: Александр I) egentligen Aleksandr Pavlovitj Romanov, (Александр Павлович Романов), född 23 december 1777 i Sankt Petersburg, död 1 december 1825 i Taganrog, var Rysslands tsar från 1801, storfurste av Finland från 1809 och kung av Polen från 1815. 
Han var son till kejsare Paul I av Ryssland och dennes andra gemål, Maria Fjodorovna av Württemberg.

## Biografi
Alexanders uppfostran leddes av den frisinnade och snillrike schweizaren Laharpe, vilken utövade ett stort inflytande på den unge fursten. Alexander var av naturen rikt begåvad och tillgänglig för stora idéer; men han saknade fasthet i viljan. Han lät i sitt handlingssätt bestämma sig mindre av inre övertygelse än av tillfälliga intryck. Alexander stod i ett mindre gott förhållande till sin far. Den sammansvärjning, som bildades emot honom och sades åsyfta endast Pauls avsättning, gillades av Alexander, som trodde sig själv hotad av fadern. Emellertid blev denne mördad natten 23–24 mars 1801, varefter Alexander besteg tronen. Mördarna straffades inte.
I början av sin regering riktade Alexander sina strävanden huvudsakligen på Rysslands inre utveckling och uppträdde försiktigt i sin utrikespolitik. Han drog sig 1801 tillbaka från det huvudsakligen mot England riktade förbund, som Paul ingått med Sverige, Danmark och Preussen om en väpnad neutralitet, lämnade sina bundsförvanter i sticket och höll fred med både Frankrike och England. Men till följd av Napoleon I:s våldsamma framfart bröt han 1805 med Frankrike och deltog i den så kallade tredje koalitionen.
Efter de förbundnas nederlag vid Austerlitz samma år drog han sina härar tillbaka från Österrike, men förnyade snart kriget såsom Preussens bundsförvant och deltog i fälttåget i Östpreussen 1807. Efter nederlaget vid Friedland hade han ett möte med Napoleon på Njemen-floden, greps av beundran över hans personliga egenskaper och föll för hans lockelser att med honom dela väldet över Europa samt slöt samma år med Napoleon fred (och hemligt fördrag) i Tilsit, varvid han uppoffrade sina bundsförvanter Preussen, England och Sverige.
Det var på grund av avtalet i Tilsit som han överföll Sverige och i finska kriget 1808–1809 erövrade Finland, vars religion och grundlagar han dock bekräftade och stadfäste på Borgå lantdag. Napoleon hade lämnat Alexander fria händer även mot Osmanska riket, vid mötet i Erfurt (1808), där förbindelsen mellan de båda härskarna tycktes bli ännu mera befäst.

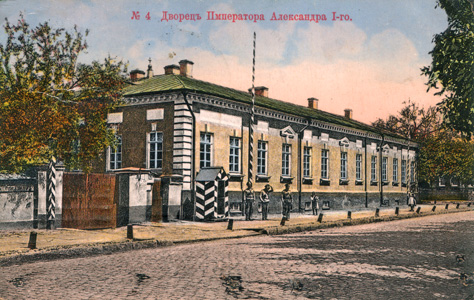
Alexanderpalats i Taganrog.

Men Napoleons politik, som korsade Alexanders och hans ungdomsvän Czartoryskis plan att samla alla de forna polska länderna till ett konstitutionellt kungarike i personalunion med Ryssland, och som hindrade Alexanders planer i orienten, Napoleons österrikiska giftermål, hans krav på ett noggrannare iakttagande av kontinentalsystemet, som Alexander alltmer undandrog sig att tillämpa, medan han förbjöd införsel av franska manufakturvaror, och slutligen Napoleons annexion av Oldenburg, som tillhörde Alexanders nära anförvanter, ledde 1812 till krig. Vid Napoleons hotande anfall närmade sig Alexander Sverige, som han mot löfte om hjälp tillförsäkrade Norges besittning och vars kronprins Karl Johan sedermera under ett personligt möte i Åbo ingav den rådville och av motgångarna nedböjde Alexander tillförsikt. Alexander visade sedermera Sverige en varaktig trofasthet. Alexander slöt också fred med Osmanska riket och närmade sig genom Sverige England. Trots Napoleons framgångar och ockupation av Moskva avslog Alexander alla dennes fredsanbud.

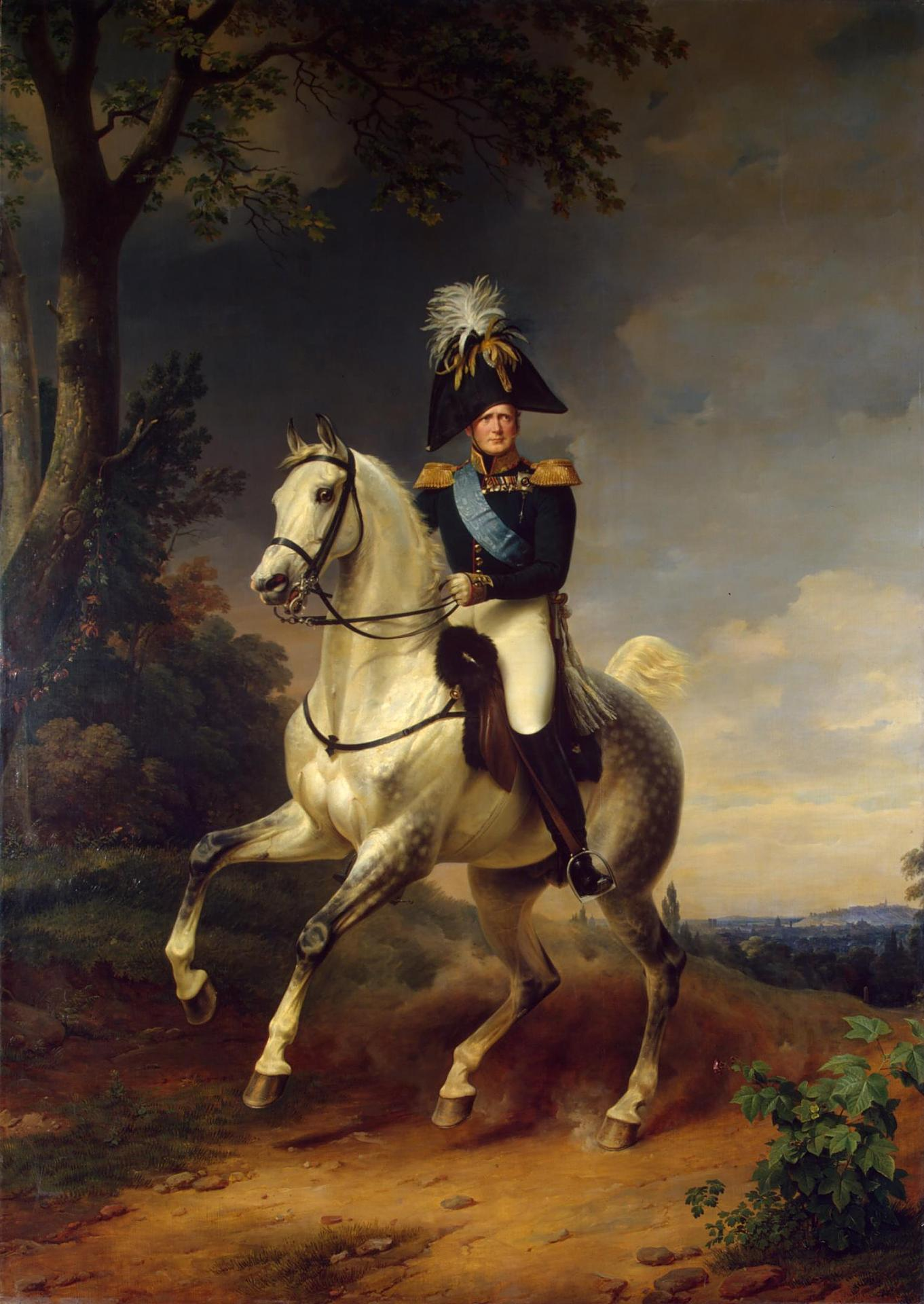
Alexander I till häst.

Sedan den franska hären på sitt återtåg tillintetgjorts, ryckte ryssarna västerut. Alexander hälsades av Tysklands folk såsom befriare och förvärvade genom det ädelmod han visade mot de besegrade fransmännen rätt till dessas tacksamhet. På Wienkongressen 1814–15 utövade nämligen Alexander ett avgörande inflytande, men fick endast en del av det forna Polen förenat med Ryssland såsom särskilt konungarike, med egen författning och förvaltning.
Under intrycket av de stora världshändelserna och genom inverkan av Barbara Juliane von Krüdener utvecklade sig Alexanders böjelse för svärmeri och mysticism och alstrade hos honom idén till den så kallade heliga alliansen, som han ingick 1815 med Österrikes och Preussens regenter och som i stället för att inleda ett fridens tidevarv blev ett medel till folkfrihetens undertryckande, i synnerhet sedan den lättledde Alexander blivit ett verktyg för den österrikiske ministern Metternichs frihetsfientliga statskonst.
Uppskrämd av de frihetsrörelser, som uppstod i flera riken, påbjöd han en sträng presscensur; vetenskapen och undervisningen fjättrades; undersökningar angående demagogiska stämplingar anställdes, och Alexander, som förut svärmat för att befria de kristna på Balkanhalvön från muslimerna, blev en overksam åskådare av de "upproriska" grekernas frihetsstrid. Av alla dessa skäl uppkom i Ryssland ett starkt missnöje. Där bildades hemliga sällskap, vilkas syfte var att med våldsamma medel omdana det bestående. Underrättelsen därom gav ny näring åt Alexanders svårmod. Levnadstrött avled han plötsligt i Taganrog 1 december 1825, på året 100 år efter sin farfars morfar Peter den store. Det påstås att han arrangerade sin egen död och bosatte sig i ett kloster i Sibirien. När man öppnade hans grav i början av 1900-talet var den tom.

## Familj
Alexander var från 1793 gift med Elisabet, dotter till arvprinsen Karl Ludvig av Baden och syster till Gustav IV Adolfs gemål Fredrika. Äktenskapet blev med åren allt mer olyckligt, och han hade förhållanden med Maria Narysjkina perioden 1799–1818 och med Varvara Turkestanova 1813–1819.

### Barn
- Maria Alexandrovna (1799–1800)
- Elisabeth Alexandrovna (1806–1808)

Alexander efterträddes av sin bror Nikolaj.

## Utmärkelser
- Riddare av Gyllene skinnets orden,  30 maj 1814
- Riddare med storkors av Vilhelms militärorden,  19 november 1818
- Badiska husorden Fidelitas
- Kungliga Serafimerorden
- Storkors av Hederslegionen
- Sankt Hubertusorden
- Vita falkens orden
- Elefantorden
- Annunziataorden
- Januariusorden
- Kommendörskors av Virtuti Militari
- Württembergska kronorden
- Järnkorset av 2:a klassen
- Sankt Georgs heliga militära konstantinska orden
- Riddare med storkors av Sankt Ferdinands Förtjänstorden
- Strumpebandsorden
- Sankt Ludvigsorden
- Vita örnens orden
- Riddare med storkors av Maria-Teresiaorden
- Riddare av Sankt Alexander Nevskij-orden
- Riddare av Mikaelsorden
- Riddare av Helgeandsorden
- Storkors av tre ordnars band[1]
- Svarta örns orden
- Georgsorden, fjärde klass
- Sankt Johannes av Jerusalems orden
- Andreasorden
- Första klassen av Röda örns orden
- Polska Sankt Stanislaus orden
- Medalj för kärlek till fosterlandet

[Redigera Wikidata]